# American Gothic House
La Casa de American Gothic (del inglés American Gothic House), también conocida como Casa Dibble (Dibble House) es una casa en Eldon, Iowa, icono del estilo Gótico Carpintero, que sirvió como fondo para la pintura de 1930 de Grant Wood, American Gothic. Generalmente la pintura es considerada como la obra más famosa de Wood y una de las más reconocidas en el arte estadounidense, habiendo sido modelo de numerosas parodias. Grant Wood, que vio la casa solamente una vez en su vida, hizo inicialmente un boceto de su fachada, el cual terminó luego en su estudio de Cedar Rapids.